# ایضاح
دو برابر کردن (انگلیسی: Anadiplosis)، تکرار آخرین کلمه بند قبل است. صنعت تکرار برای ایجاد اثری خاص 

## مثال
- سامسون در آغاز رنج‌های سامسون می‌گوید:

جویای این مکان متروکم
تا آسایش بیابم
آسایش تن
نه فراغت روح از اندیشه‌های بی آرام